# Île Touaye
L’île Touaye est une îlot de Nouvelle-Calédonie appartenant administrativement à Poum.
Elle se situe à environ 1 km au sud de l'île Mouac. 